# Villequier-Aumont
Villequier-Aumont ist eine französische Gemeinde mit 675 Einwohnern (Stand: 1. Januar 2022) im Département Aisne in der Region Hauts-de-France; sie gehört zum Arrondissement Laon, zum Kanton Chauny und zum Gemeindeverband Chauny-Tergnier-La Fère. Die Einwohner werden Genlisiens und Genlisiennes genannt.

## Geografie
Villequier-Aumont liegt etwa 37 Kilometer westnordwestlich von Laon. Nachbargemeinden von Villequier-Aumont sind Flavy-le-Martel im Norden, Frières-Faillouël im Nordosten, Viry-Noureuil im Osten und Südosten, Chauny im Süden, Caumont im Südwesten, Ugny-le-Gay im Westen sowie La Neuville-en-Beine im Nordwesten.

## Geschichte
1173 wurde der Ort als Genlis bzw. Genli erstmals erwähnt.

### Bevölkerungsentwicklung
| Jahr                       | 1962 | 1968 | 1975 | 1982 | 1990 | 1999 | 2006 | 2012 | 2022 |
| Einwohner                  | 473  | 503  | 504  | 600  | 603  | 602  | 591  | 639  | 675  |
| Quellen: Cassini und INSEE |      |      |      |      |      |      |      |      |      |

## Sehenswürdigkeiten

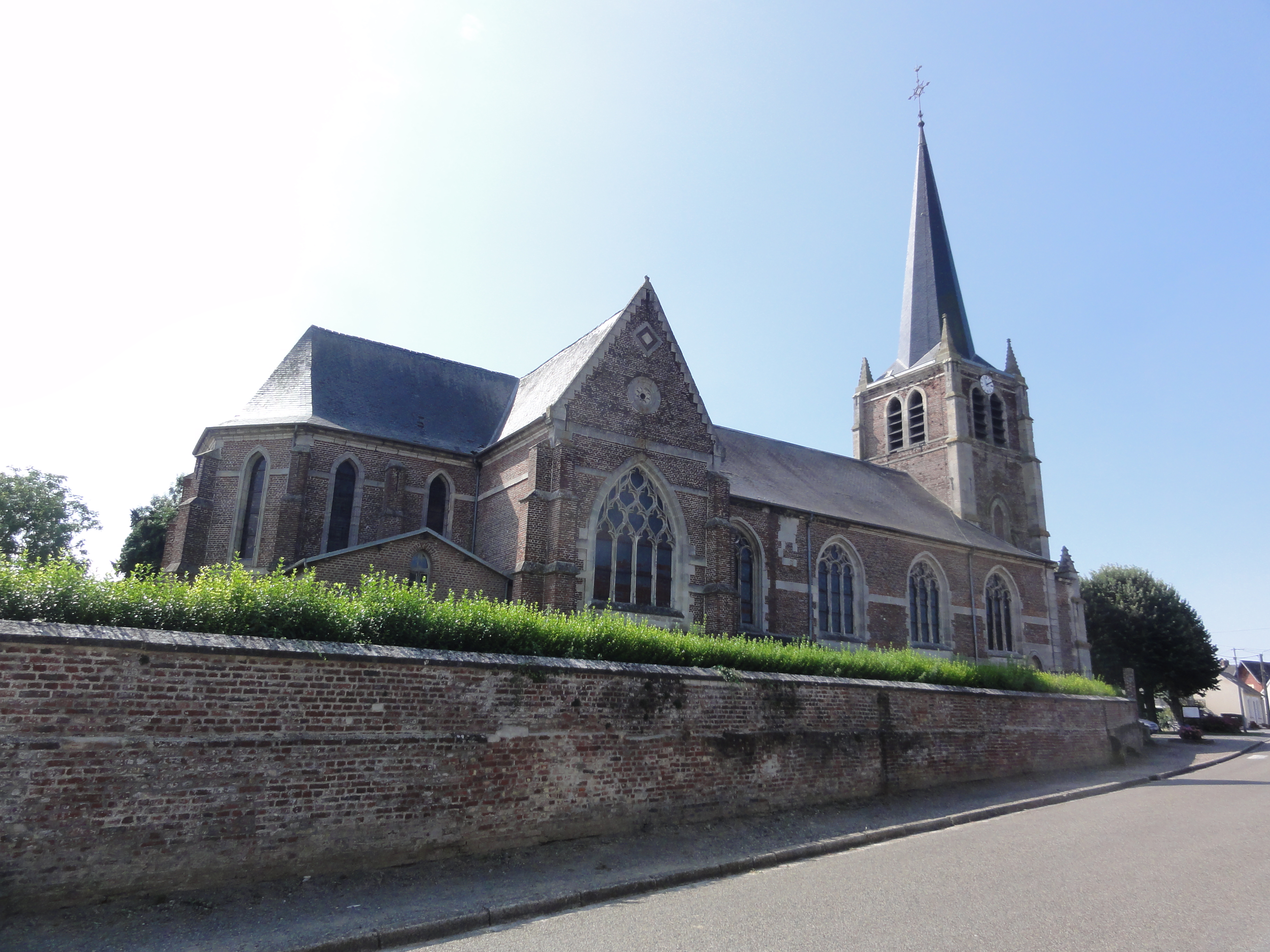
Kirche Saint-Martin
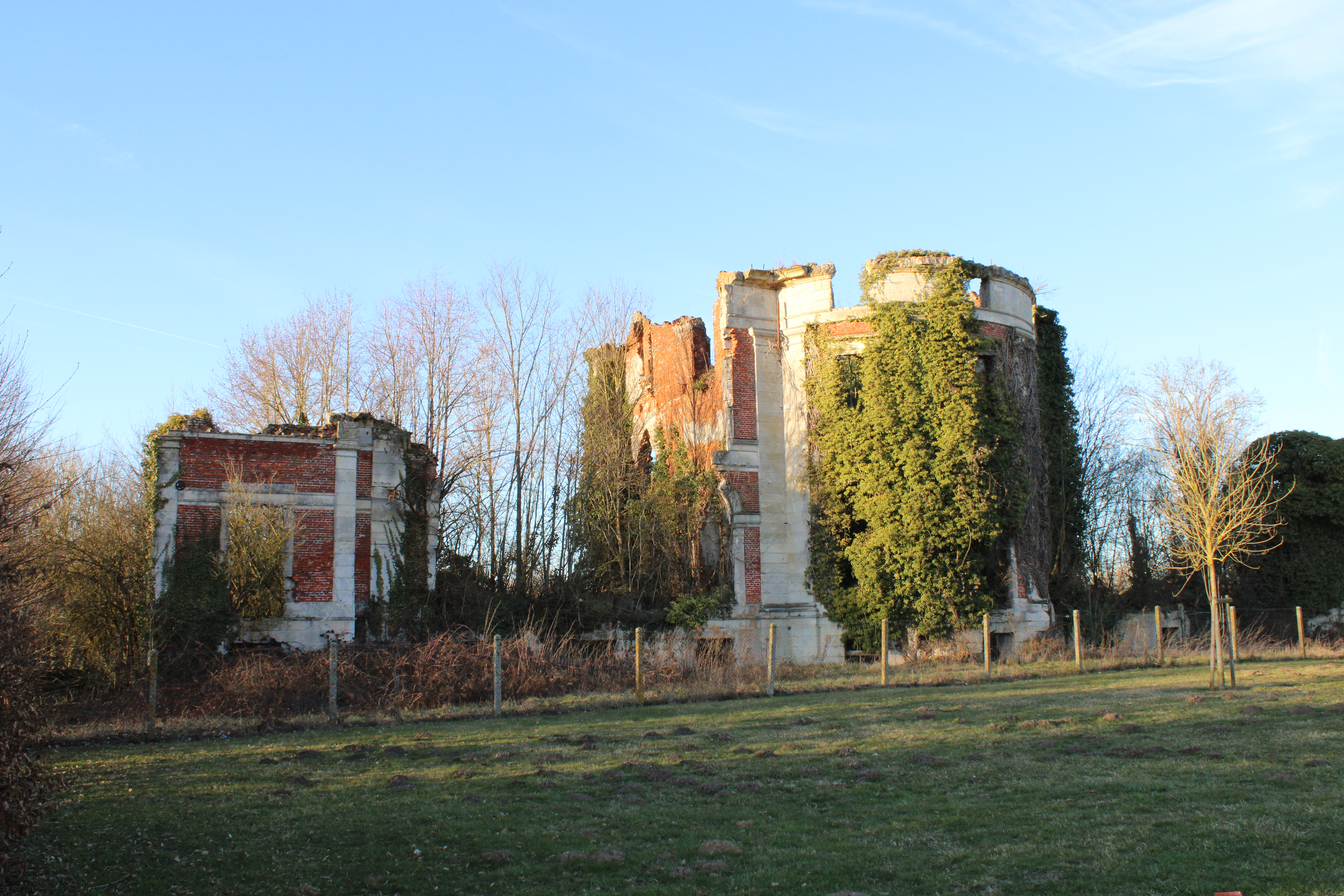
Schlossruine

- Reste des Schlosses
- Schloss Rouez
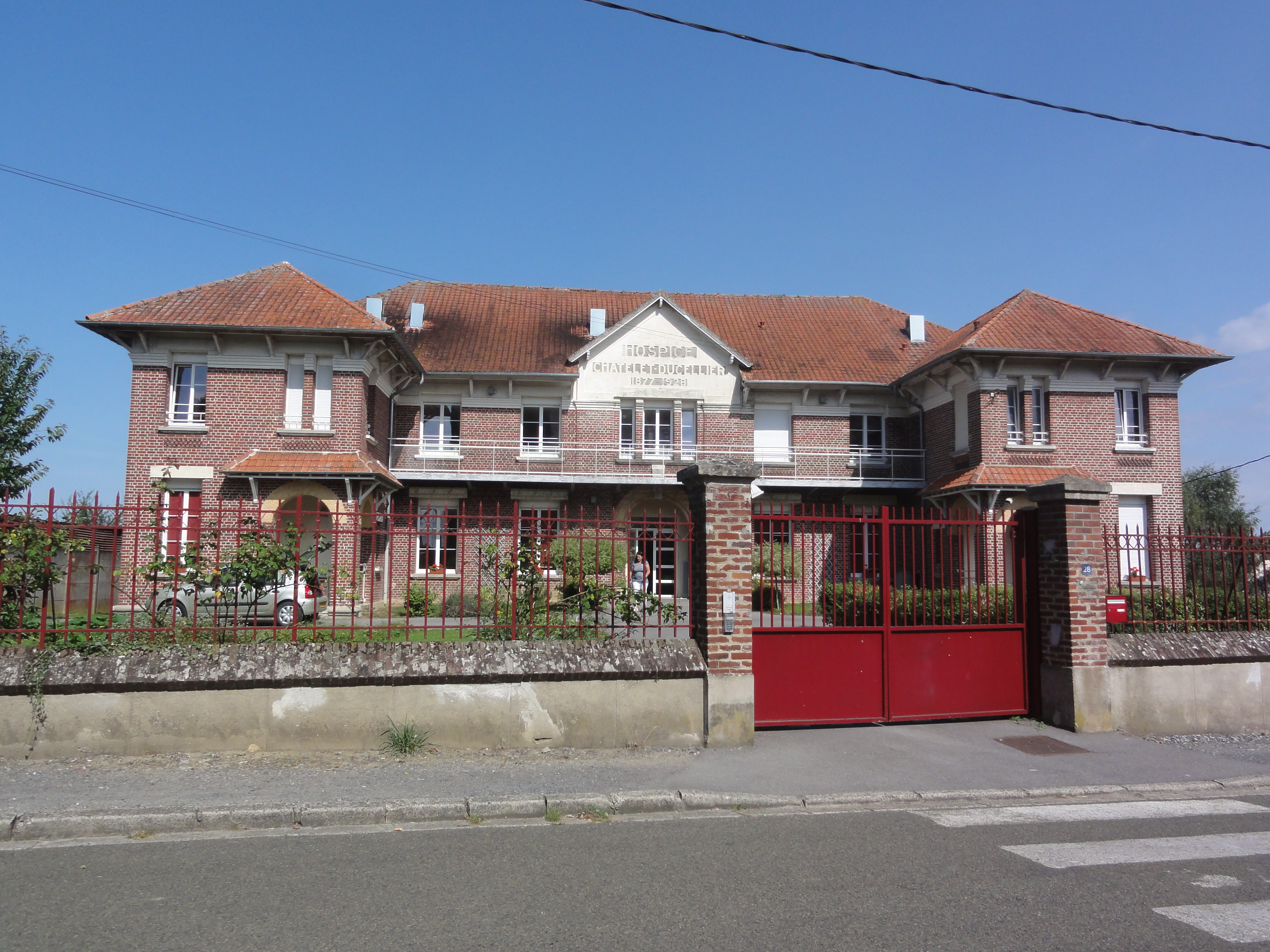
Hospiz Chatelet-Ducellier
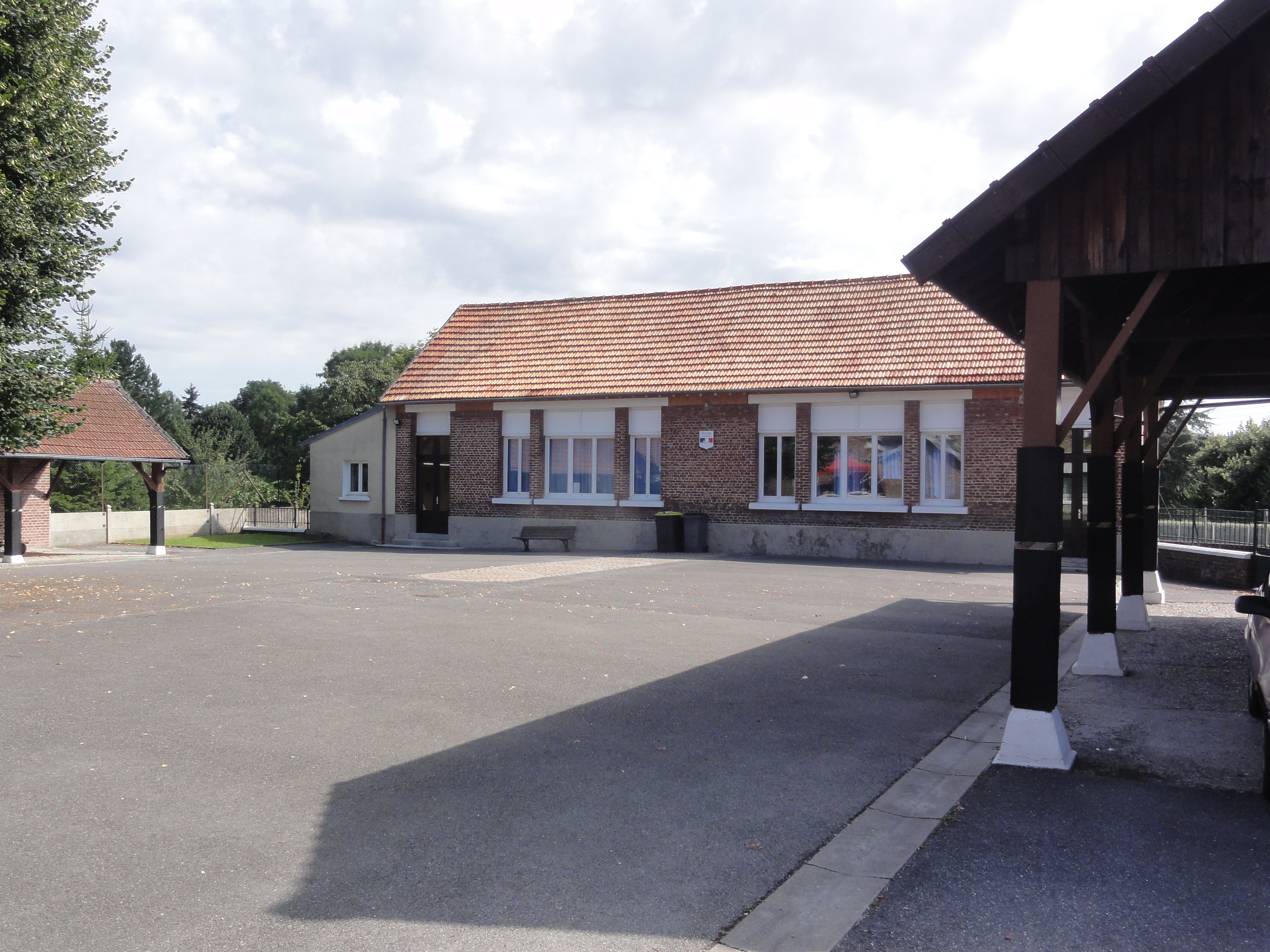
Schule
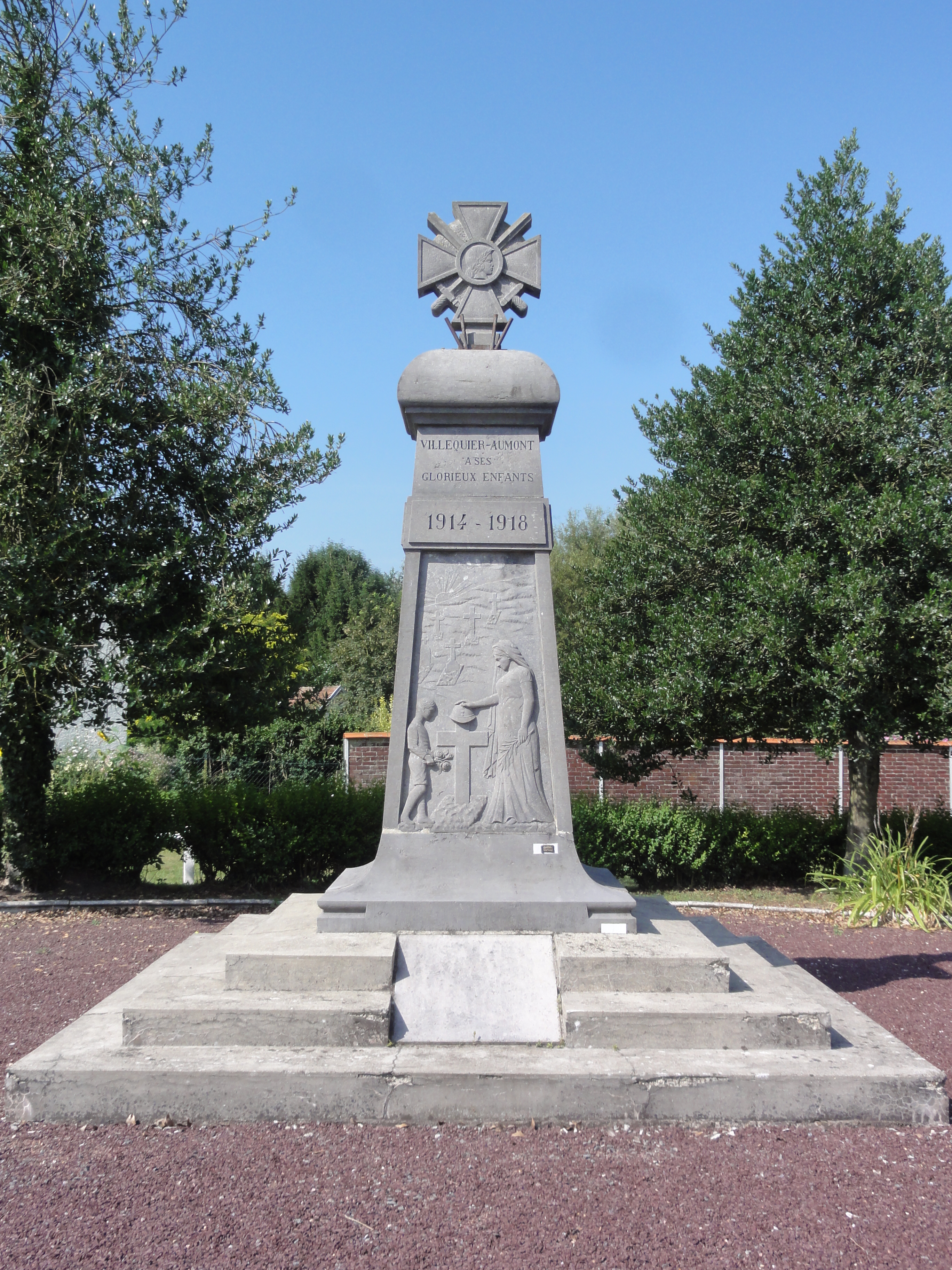
Gefallenendenkmal

- Kirche Saint-Martin
- Schlossruine
- Hospiz Chatelet-Ducellier
- Schule
- Gefallenendenkmal